# Pünktchenspecht
Der Pünktchenspecht (Campethera punctuligera) ist eine Vogelart aus der Familie der Spechte (Picidae). Das Verbreitungsgebiet der Art umfasst große Teile West- und Zentralafrikas vom Südwesten Mauretaniens nach Osten bis in den Südwesten des Sudan. Der Pünktchenspecht bewohnt offene oder halboffene baumbestandene Habitate wie waldreiche Savanne und Grasland mit Akazien, auch mit zum Teil sehr spärlichem Baumbestand und vegetationsfreien Stellen. Die in Bäumen und Büschen und häufig bodennah oder auf dem Boden gesuchte Nahrung besteht überwiegend aus Ameisen und deren Larven sowie Termiten.
Die Art ist häufig. Offensichtliche Gefährdungsfaktoren sind derzeit nicht erkennbar und der Bestand ist offenbar stabil, der Pünktchenspecht wird von der IUCN daher als ungefährdet („least concern“) eingestuft.

## Beschreibung
Pünktchenspechte sind kleine Spechte mit mittellangem, am First leicht nach unten gebogenem und an der Basis breitem Schnabel. Die Körperlänge beträgt etwa 22 cm, das Gewicht 56–74 g; sie sind damit etwa so groß wie ein Buntspecht, aber deutlich leichter. Die Art zeigt bezüglich der Färbung einen deutlichen Geschlechtsdimorphismus.
Bei Männchen der Nominatform ist die Oberseite einschließlich Bürzel und Oberflügeldecken grün oder gelbgrün. Die Rückenfedern haben eine gelbe Spitze und ihre gelblich weiße Schaftzeichnung dehnt sich auf die Fahnen aus, sodass eine variable Zahl von Binden entsteht. Die Bänderung der Oberflügeldecken ist schwächer als die des Rückengefieders, der Bürzel ist fein hell gebändert. Die Schwingen sind braun mit gelblich weißen oder weißen Binden. Die Schwanzoberseite ist braun und gelb quergebändert, die Schäfte sind deutlich kontrastierend gelb. Die Grundfarbe der Rumpfunterseite ist gelblich weiß, zum Bauch und zu den Flanken hin mehr weiß. Auf diesem Grund zeigt die Brust eine feine schwarze Punktierung, die sich gelegentlich noch spärlicher bis auf die Flanken ausdehnt und dort auch Bänder bilden kann. Die Unterflügel sind auf hell gelblich weißem Grund dunkel gebändert. Die Unterseite der Steuerfedern ist wie die Oberseite gefärbt, jedoch insgesamt heller.
Stirn, Oberkopf und Nacken sind rot, die roten Oberkopffedern haben schmale graue Basen. Die Zügelregion, die Ohrdecken und ein schmaler Überaugenstreif sind weiß, letzterer ist hinter dem Auge fein dunkel gestrichelt. Ein schwärzlicher Augenstreif reicht vom hinteren Augenrand bis zum Hinterrand der Ohrdecken. Der ebenfalls rote Bartstreif ist mit schwarzen Federn durchsetzt und zieht sich von der Schnabelbasis bis unter die Ohrdecken. Halsseiten und Kehle sind auf beigeweißem Grund schwarz gefleckt, das Kinn ist weiß und weist nur gelegentlich eine feine schwarze Fleckung auf.
Weibchen haben eine schwarze Stirn und einen ebenso gefärbten vorderen Oberkopf mit weißen Stricheln; die rote Partie ist auf den hinteren Oberkopf und den Nacken beschränkt. Der Bartstreif ist schwarz und weiß gestrichelt oder gefleckt.
Der Schnabel ist schiefergrau mit schwarzer Spitze. Die Beine und Zehen sind grünlich grau. Die Iris ist bei adulten Vögeln rötlich und variiert von rosarot bis violett, im Jugendkleid ist sie bräunlich grau.

## Lautäußerungen
Häufigster Ruf ist ein oft wiederholtes „kweejer“ oder „peer“, nicht unähnlich den Rufen des Wendehalses. Die Paarpartner halten mit komplexeren Rufen wie „wik-wik-whew-wee-jweu, wee-jweu“ Kontakt zueinander. Bei Begegnungen mit Artgenossen werden verschiedene leise Rufe wie „njaa, njaa, njaa“ oder „tik-tik-tik-tik“ geäußert. Insgesamt ähneln die Rufe sehr denen des Nubierspechts.

## Verbreitung und Lebensraum
Das Verbreitungsgebiet der Art umfasst große Teile West- und Zentralafrikas. Das Areal reicht in West-Ost-Richtung vom Südwesten Mauretaniens bis in den Südwesten des Sudan. Die Südgrenze der Verbreitung verläuft von der zentralen Elfenbeinküste nach Osten bis in den Nordosten der Demokratischen Republik Kongo. Die Größe des Gesamtverbreitungsgebietes wird auf 3,88 Mio. km² geschätzt.
Pünktchenspechte bewohnen offene oder halboffene baumbestandene Habitate wie waldreiche Savanne und Grasland mit Akazien, auch mit zum Teil sehr spärlichem Baumbestand und vegetationsfreien Stellen.

## Systematik
Winkler et al. erkennen zwei wenig differenzierte Unterarten an:
- Campethera p. punctuligera  (Wagler, 1827) – Größter Teil des Verbreitungsgebietes. Die Nominatform ist oben beschrieben. Die Art zeigt eine klinale (fließende) Variabilität von West nach Ost und bildet an der östlichen Arealgrenze Mischtypen mit der folgenden Unterart.

- Campethera p. balia  (Heuglin, 1871)  – Süden Sudans bis Nordosten der Demokratischen Republik Kongo. Etwas kleiner als Nominatform, Oberseite grüner und weniger gelb, Unterseite weißer und stärker gefleckt. Beim Weibchen sind Stirn und vorderer Oberkopf schwarz mit deutlicher weißer Fleckung und nicht Strichelung.

Nach Winkler et al. bildet der Pünktchenspecht eine Superspezies mit dem Nubierspecht (C. nubica), dem Bennettspecht (C. bennettii) und dem Reichenowspecht (C. scriptoricauda).

## Lebensweise
Pünktchenspechte werden meist als Paare oder als Familien mit bis zu vier Individuen angetroffen und schließen sich gelegentlich auch gemischten Vogeltrupps an. Die in Bäumen und Büschen und häufig bodennah oder auf dem Boden gesuchte Nahrung besteht überwiegend aus Ameisen und deren Larven sowie Termiten.
Die Fortpflanzung erfolgt in der Demokratischen Republik Kongo von November bis Juni und von Nigeria bis Senegambia von April bis August, in Nigeria gelegentlich schon ab Februar. Die Höhle wird in Bäumen angelegt. Die Gelege umfassen zwei bis drei Eier. Die Familien bleiben nach dem Ausfliegen noch lange zusammen.

## Bestand und Gefährdung
Angaben zur Größe des Weltbestandes sind nicht verfügbar. Die Art ist häufig. Offensichtliche Gefährdungsfaktoren sind derzeit nicht erkennbar und der Bestand ist offenbar stabil, der Pünktchenspecht wird von der IUCN daher als ungefährdet („least concern“) eingestuft.